# Leila Hatami
Leila Hatami (persiska: لیلا حاتمی), född 1 oktober 1972 i Teheran, är en iransk skådespelare.
För en internationell publik är Hatami kanske främst känd för att ha spelat den kvinnliga titelrollen i den Oscarsbelönade filmen Nader och Simin – En separation (2011).
Hennes far var regissören Ali Hatami. Sedan 1999 är hon gift med skådespelaren och regissören Ali Mosaffa. Tillsammans har de två barn.